# هانس شو
هانس شو (بالإنجليزية: Hans Chew)‏ هو عازف بيانو أمريكي، ولد في 4 نوفمبر 1975.

## وصلات خارجية
- الموقع الرسمي
- هانس شو على موقع ميوزك برينز (الإنجليزية)
- هانس شو على موقع أول ميوزيك (الإنجليزية)
- هانس شو على موقع ديسكوغز (الإنجليزية)